# Volvo
 Denne artikel omhandler moderkoncernen AB Volvo og dens datterselskaber. For andre betydninger af Volvo, se Volvo (flertydig). (Se også artikler, som begynder med Volvo)
AB Volvo er et svensk industrikonglomerat, der fabrikerer lastbiler, busser, entreprenørmaskiner og bådmotorer. Virksomheden er grundlagt i 1927 og har hovedsæde i Göteborg. Tidligere fremstillede Volvo også personbiler og flymotorer. Volvo betyder "Jeg ruller" på latin.

## Historie
Den første serieproducerede bil rullede ud fra samlebåndet den 14. april 1927. Bilen var en åben vogn med en 4 cylindret motor – heraf navnet ÖV4 (Öppen Vagn). Den lukkede model hed PV4 (Person Vagn). ÖV4 fik først et par år senere øgenavnet "Jakob".
Den store succes fik Volvo efter 2. verdenskrig med personbilen Volvo PV 444. PV444 blev første gang fremvist i september 1944. Prisen var fastsat til 4.800 svenske kroner. På grund af krigen og mangel på råstoffer lige efter, kom produktionen først rigtig gang i februar 1947. Motoren i PV 444A – B4B – havde 40 HK (SAE). Modellen gennemgik små forandringer indtil 1958, hvor der til alles store forbløffelse blev fremvist en efterfølger – Volvo PV 544. Allerede 2 år inden havde man begyndt at producere en helt moderne vogn Volvo Amazon. Volvo PV 544 havde samme form som PV 444, men med en større og udelt forrude. Modellen blev bygget helt frem til oktober 1965. I alt blev der samlet fremstillet 440.000 eksemplarer af PV444 og PV544. Den sidste PV 544 med stelnummer 440000 står på Volvo's museum.
Volvo Amazon – modelbetegnelse P120 – fik ligeledes stor afsætning med ca. 667.322 stk. og blev fremstillet fra 1956 til 1970.
Fra 1970 var Volvokoncernens stærke mand Pehr G. Gyllenhammar. Under Gyllenhammars ledelse blev der gennemført en række mere eller mindre vellykkede strategiske beslutninger. Volvo satsede blandt andet på diversificering med Volvo Fritid og Procordia. Man gik også ind i det hollandske DAF's personbilsproduktion.
I 1977 mislykkedes en fusion af personbilsdelen med den anden svenske personbilsproducent, Saab. I 1980'erne indledtes et samarbejde med den franske Renaultkoncern, som fortsatte frem til, at Volvos afdeling for personbiler i 1999 blev købt af Ford Motor Company fra USA. Siden 2010 er Volvos personbiler en del af den kinesiske multinationale Geely Holding Group, som fortsætter bilproduktionen under Volvo-logoet. 
Gyllenhammars planer om at fusionere Volvos personbilsdivision med Renault mislykkedes, og Gyllenhammar blev tvunget til at forlade Volvos koncernledelse i 1993.
Volvo har en stor produktion af lastbiler til især det europæiske marked, men også de amerikanske og australske markeder serviceres, både direkte gennem Volvo, og gennem det opkøbte amerikanske firma White.

## Datterselskaber
- Volvo Trucks
- Mack Trucks
- Renault Trucks
- UD Trucks
- Eicher
- Volvo Construction Equipment
- SDLG
- Volvo Bussar
- Volvo Penta
- Volvo Financial Services
- Volvo Rents

### Tidligere datterselskaber
- Volvo Cars - Personbilsfabrikant frasolgt til Ford Motor Company i 1999, Siden 2010 er Volvos personbiler en del af den kinesiske multinationale Geely Holding Group, som fortsætter bilproduktionen under Volvo-navnet.
- Volvo Aero - Flymotorfabrikant frasolgt til britiske GKN i 2012, videreføres under navnet GKN Aerospace Sweden AB

#### Tidligere personbiler
- P1900 – 1956-57, 67 styk
- P1800 (S/E) – 1961-72, 39.385 styk
- P1800 ES – 1971-73, 8.077 styk
- 142/144/145
- 164
- 242/244/245/264/265/262 (siden 1985 har modellerne 242/244/245 fået betegnelsen 240 og modellerne 264/265/262 har fået betegnelsen 260)
- 66 (DAF)
- 343/345/340/360
- 740/760/780
- 940/960/S90/V90
- 440/460/480
- 850
- C30
- S70
- C70
- S40/V40
- S40/V50
- XC70
- XC90